# Dipsastraea
Dipsastraea is een geslacht van rifkoralen uit de familie Merulinidae. De wetenschappelijke naam van het geslacht werd in 1830 voorgesteld door Henri Marie Ducrotay de Blainville.

## Soorten
- Dipsastraea albida (Veron, 2000)
- Dipsastraea amicorum (Milne-Edwards & Haime, 1849)
- Dipsastraea camranensis (Latypov, 2013)
- Dipsastraea danai (Milne-Edwards, 1857)
- Dipsastraea favus (Forsskål, 1775)
- Dipsastraea helianthoides (Wells, 1954)
- Dipsastraea lacuna (Veron, Turak & DeVantier, 2000)
- Dipsastraea laddi (Wells, 1954)
- Dipsastraea laxa (Klunzinger, 1879)
- Dipsastraea lizardensis (Veron, Pichon & Wijsman-Best, 1977)
- Dipsastraea maritima (Nemezo, 1971)
- Dipsastraea marshae (Veron, 2000)
- Dipsastraea matthaii (Vaughan, 1918)
- Dipsastraea maxima (Veron, Pichon & Wijsman-Best, 1977)
- Dipsastraea pallida (Dana, 1846)
- Dipsastraea rosaria (Veron, 2000)
- Dipsastraea rotumana (Gardiner, 1899)
- Dipsastraea speciosa (Dana, 1846)
- Dipsastraea truncata (Veron, 2000)
- Dipsastraea veroni (Moll & Best, 1984)
- Dipsastraea vietnamensis (Veron, 2000)
- Dipsastraea wisseli (Scheer & Pillai, 1983)